# Kole (distrito)
Kole é um distrito situado no norte de Uganda. Como a maioria dos outros distritos ugandenses, tem o nome de sua "cidade principal", Kole, onde a sede do distrito fica localizada.

## Localização
O distrito de Kole faz divisa com o distrito de Lira ao leste, com o distrito de Apac ao sul e com o distrito de Oyam ao oeste e ao norte. Kole, a capital do distrito, está localizada a aproximadamente 28 quilômetros, por estrada, a noroeste de Lira, a maior cidade da sub-região. Esta localização fica aproximadamente 290 quilômetros, por estrada, ao norte de Kampala, a capital de Uganda e a maior cidade. As coordenadas do distrito são: 02 24N, 32 48E.

## Visão completa
O distrito de Kole foi criado pela Lei do Parlamento e passou a ser ocupado em 1 de julho de 2010. Antes disso, fazia parte do distrito de Apac. O distrito integra a sub-região do Lango, que conta com cerca de 1,5 milhão de pessoas, em 2002, de acordo com o censo nacional. A sub-região inclui os seguintes distritos: (a) Alebtong (b) Amolatar (c) Apac (d) Dokolo (e) Kole (f) Lira (g) Otuke e (h) Oyam. O distrito de Kole é subdividido nos seguintes sub-municípios: 1. Aboke 2. Akalo 3. Alito 4. Ayer e 5. Bala.

## População
O censo nacional de 2002 estimou a população do distrito em aproximadamente 165 900 habitantes. A população do distrito foi estimada em 231 900 habitantes em julho de 2012.